# Hårby, Assens kommun
Hårby (danska: Haarby) är en tätort i Assens kommun i Region Syddanmark i Danmark. Tätorten har 2 501 invånare (2024). Den ligger på Fyn, cirka 15 kilometer sydost om Assens. Hårby var centralort i Hårby kommun fram till kommunreformen 2007.